# Martin Geijer
Martin Geijer, född 1966, är en svensk regissör och teaterpedagog med inriktning på improvisationsteater. 
Geijer, konstnärlig ledare för Improvisationsstudion i Stockholm, grundade SIT 1990 och var dess konstnärliga ledare 1990-1996. Han startade Impro & Co 1997 samt grundade, tillsammans med Lisa Linder Dramalabbet 1998 och var konstnärlig ledare där 1998-2004. Tilldelades Stockholms Stads kulturstipendium 2000. 
Martin Geijer har som frilansregissör och pedagog arbetat i hela Norden, Lettland, USA och Spanien.